# Kosiuko
Kosiuko es una compañía que se creó en 1992, en la época de la convertibilidad argentina, con un capital inicial de 600 USD las diseñadoras Cynthia Kern y Daniela Magnano y el publicista Federico Bonomi empezaron a confeccionar modelos para vender entre sus amigos.

Empezamos haciendo ropa para venderle a amigos. Tratábamos de vender 100 prendas para tener plata para hacer 150 y así
Federico Bonomi. Revista Fortuna. 2002.

Legalmente fue establecida en el 1993 bajo la firma Kowzef con sus tres socios iniciales. La diseñadora Daniela Magnano se desprendió de sus acciones en octubre de 2003.

## Historia
En 1992 sólo se pensaba en la venta de indumentaria a conocidos: Cynthia y Daniela eran diseñadoras y Federico se dedicaba a la importación de aparatos de audio y de electrónica. A medida que el volumen de ropa aumentaba con el transcurso del tiempo, era demasiado para las ferias por lo que decidieron tener una marca seria. Para ello, se presentaron en Alto Palermo solicitando un espacio para un segmento chico del mercado y se los otorgaron. Su siguiente riesgo fue en solicitarle a Pancho Dotto la que entonces era la modelo del momento: Lorena Gianquinto, propuesta que primero causó gracia ya que no tenía dinero para financiarla, pero luego fue aceptada por el mánager.
Mientras tanto, no lograban hallar un nombre para la marca porque los que solicitaban se encontraban registrados. Cansados de tanto rechazo hicieron girar un globo terráqueo marcando un monte en Australia.

Caímos en un monte que se llama Kosiusco, pero como sonaba medio feo, le sacamos la S y le pusimos otra K.(sic) Si la gente lograba identificarlo, no se iba a olvidar más.
Federico Bonomi. Revista Fortuna. 2002.

El nombre Kosiuko finalmente es otorgado en el año 1993. Con "un nombre que sonaba a Europa del Este, un logo oriental y un eslogan inglés" la marca estaba siendo proyectada para internacionalizarse. Al local de Alto Palermo le siguió el de Alto Avellaneda y otros puntos de venta en la Argentina.

## Marketing y Publicidad
Una de sus estrategias fue el regalar la cartelería, en oposición a sus competidores que las cobraban, simplemente para fidelizar a los clientes. Según comenta el propio Bonomi, la estrategia le dio resultado: el 70% de los clientes sigue en contacto con la compañía.
En 1993 produjeron el cambio hacia el jean tiro bajo (en esos momentos lideraba el tiro alto), gracias a ello arrasó en el mercado nacional y se trasladó al internacional. En el año 1996 la expansión se produjo a los países Uruguay, Paraguay, la ciudad de Miami, Venezuela, Perú, Guatemala, Colombia, Costa Rica, México, luego Holanda, España, Corea y Rusia.
La marca nació como una línea exclusivamente femenina a los que luego se sumó la indumentaria masculina, calzado, perfumes, accesorios y desodorantes.
La anécdota más conocida de Kosiuko quizá sea el que la cantante de pop internacional Britney Spears usó sus prendas para su videoclip "Overprotected", de allí en adelante se dispararon sus ventas en los Estados Unidos.
La marca fue una de las precursoras en la venta de tiendas en línea en Argentina, ofreciendo los productos de las colecciones actuales y los agotados en los locales de ropa.

## Productos
- Ropa
- Relojes
- Desodorantes y perfumes
- Accesorios de moda en general
- KSK Radio 101.9
- Casa Chic (Deco) en Palermo Soho